# Who’s Lila?
Who’s Lila? — компьютерная игра, разработанная российской независимой студией Garage Heathen и выпущенная в феврале 2022 года. Она использует приём «перевёрнутый детектив» и представляет из себя приключенческую игру, а также психологический хоррор. Её отличительной чертой является общение с персонажами посредством изменения выражения лица.

## Игровой процесс

Интерфейс разделён на две части

Who’s Lila? — это приключенческая игра. Интерфейс разделён на две части: в левой имеется возможность управлять движением главного героя, а также взаимодействовать с игровым миром; в правой — манипулировать выражением лица персонажа. В игре используется нейронная сеть, которая была обучена для распознавания одной из шести представленных эмоций: счастья, страха, удивления, грусти, гнева или нейтральной. В определённые моменты диалога с неигровыми персонажами от игрока требуется показать выражение лица, которое игрок вручную состраивает, манипулируя мышцами лица главного героя, например, нахмурить брови для злости.
Игровой процесс также разделён на две части: в одной необходимо исследовать локацию и разговаривать с внутриигровыми персонажами, в другой — решать головоломки.
Who’s Lila? также содержит ARG-элементы, поскольку для решения некоторых квестов требуется поиск информации со страниц персонажей в реально существующих социальных сетей или из программы, запускаемой параллельно с игрой для разблокировки определённых событий. В игре нелинейный сюжет, доступно 15 основных концовок и несколько скрытых. Уже увиденные финалы изображаются картами таро.

## Сюжет
История Who’s Lila? разворачивается от лица главного героя, Уильяма, подростка, которому «трудно выражать эмоции» и который должен принимать «сознательное решение каждый раз, когда [он] двигает мышцей». Сюжет повествует об исчезновении его одноклассницы Тани Кеннеди, Уильям является подозреваемым, поскольку был последним человеком, который видел её живой. В Who’s Lila? используется нелинейный нарратив, разные концовки раскрывают разные аспекты сюжета, которые позволяют разгадать несколько возникающих загадок, включая обстоятельства исчезновения Тани или личность Лилы, чьё имя вынесено в название.

## Разработка
Garage Heathen выпустили демоверсию Who’s Lila 11 августа 2021 года, а 2 февраля 2022 года объявили дату релиза полной версии — 23 февраля. Саундтрек вышел 25 марта.

## Отзывы
Who’s Lila получила положительные отзывы от критиков. Так, в Rock Paper Shotgun назвали её одной из самых «любимых игр 2022 года», отмечая, что механика выбора эмоций «одновременно умная часть сюжета и настоящий источник напряжения». Калум Фрейзер из Alpha Beta Gamer отметил, что игра «очень уникальная» и «манипулирование выражением лица — это не просто ухищрение, это неотъемлемая часть игрового процесса, которая сильно влияет на то, как на вас реагируют другие [персонажи]».
Who’s Lila также получила похвалу за создание напряжённой атмосферы. Касс Маршалл из Polygon заявил, что игра — «хоррор в лучшем виде — разворачивающийся, всё более тревожная тайна, которая рискует поглотить персонажей и город вокруг». Многие критики отметили сюрреалистичность проекта, отнеся его к жанру психологического хоррора. Рецензенты сравнивали игру с работами Дэвида Линча, сами разработчики признавались, что вдохновлялись творчеством режиссёра. Кхи Хун Чан из The Gamer заявил, что Who’s Lila поднимает интересные вопросы о «тревогах и ужасах социальных взаимодействий».
В DTF заключили: «Who’s Lila — игра такая же парадоксальная и странная, как и её источники вдохновения. С одной стороны, у неё есть центральная продающая особенность в виде модной нейросети. Но в то же время она играет крайне незначительную роль и лишь дополняет местный нарратив. И в этой двойственности кроется её обаяние». Рецензент отмечает, что «её очень сложно понять до конца» и «каждый элемент этого нарративного приключения запутывает и вызывает вопросы».

### Награды и номинации
Who’s Lila вошла в шорт-лист в категории «Лучшая зарубежная игра» премии indiePlay China Indie Game Award 2022 года.